# 垂穗鹅观草
垂穗鹅观草（学名：Roegneria nutans）为禾本科鹅观草属下的一个种。